# Landschaftsschutzgebiet Untere Berkmecke
Das Landschaftsschutzgebiet Untere Berkmecke mit 16,38 ha Größe liegt südwestlich und südlich von Züschen im Stadtgebiet von Winterberg. Das Gebiet wurde 2008 vom Kreistag des Hochsauerlandkreises mit dem Landschaftsplan Winterberg als Landschaftsschutzgebiet (LSG) Typ C ausgewiesen. Das LSG besteht aus drei Teilflächen (Lage: ⊙, ⊙, ⊙). Das LSG geht bei Teilflächen bis an den Siedlungsbereich. Das LSG ist teilweise ein gesetzlich geschütztes Biotop nach § 30 BNatSchG. Im LSG befinden sich teils Magergrünlandgesellschaften. Es handelt sich um Talbereiche der Berkmecke, Ahre, Dumecke und Ockelbach.

## Rechtliche Rahmen
Das Landschaftsschutzgebiet Untere Berkmecke wurde als eines von 13 Landschaftsschutzgebieten vom Typ C, Wiesentäler und bedeutsames Extensivgrünland im Stadtgebiet von Winterberg, ausgewiesen. Wie in den anderen 12 Landschaftsschutzgebieten vom Typ C im Landschaftsplangebiet Winterberg besteht im LSG Talsystem der Elpe ein Umwandlungsverbot von Grünland und Grünlandbrachen in Acker oder andere Nutzungsformen. Eine Erstaufforstung und eine Anlage von Weihnachtsbaumkulturen ist verboten. Eine maximal zweijährige Ackernutzung innerhalb von zwölf Jahren ist erlaubt, falls damit die Erneuerung der Grasnarbe vorbereitet wird. Dies gilt als erweiterter Pflegeumbruch. Beim erweiterten Pflegeumbruch muss ein Mindestabstand von fünf Metern vom Mittelwasserbett eingehalten werden.

## Schutzzweck
Die Ausweisung erfolgte zur Ergänzung der Naturschutzgebiets-Ausweisung in den Talauen von Winterberg um ein Offenlandbiotop-Verbundsystem zu schaffen, damit Tiere und Pflanzen Wanderungs- und Ausbreitungsmöglichkeiten behalten, und dem Erhalt der Vorkommen geschützter Vogelarten sowie dem Schutz artenreicher Pflanzengesellschaften.